# Festival de Danza de Málaga
El Festival de Danza de Málaga es un festival de danza celebrado anualmente desde 2000 en la ciudad andaluza de Málaga, España. Desde sus inicios se presentan tanto artistas nacionales como internacionales, cuyas propuestas deben tener un carácter experimental e innovador. El festival se desarrolla en varios escenarios de la ciudad de Málaga , como son el Centro Cívico, el Centro de Arte Contemporáneo (CAC) así como en otros escenarios de la provincia, como el teatro Vicente Espinel de Ronda o el Centro Cultural de Nerja. 
El festival se complementa con actividades en la Universidad de Málaga, compuestas de talleres y ensayos públicos, exposiciones, proyecciones y coloquios. 